# タケネズミ
タケネズミ(Rhizomys sinensis)は、哺乳綱齧歯目メクラネズミ科タケネズミ属に分類される齧歯類。体長216〜380 mm、尾の長さ6センチほど、体重5キロ弱。南中国でジビエとして珍重されるが希少なため養殖されている美味な家畜である。、 タケネズミ属の模式種。

## 分布
中華人民共和国南部（安徽省、雲南省、甘粛省、広東省、貴州省、江西省、湖南省、湖北省、四川省、浙江省、陝西省、福建省、広西チワン族自治区）、ベトナム北部、ミャンマー北部
模式標本の産地（基準産地・タイプ産地・模式産地）は、広州市周辺（広東省）。

## 生態
標高1,219 - 3,962メートルにある主にタケ類からなる山地林に生息するが、農耕地でみられることもある。 

## 人間との関係
生息地では、食用とされることもある。農作物を食害する、害獣とみなされることもある。